# Kill V. Maim
"Kill V. Maim" é uma canção da cantora, compositora e produtora musical canadense Grimes lançada em 4 de março de 2016, como o segundo single de seu quarto álbum de estúdio, Art Angels (2015). Grimes disse que "essa é provavelmente a minha canção favorita de todas que ja fiz". Em entrevista à Q, ela também disse sobre a música: "Kill V. Maim" é escrito da perspectiva de Al Pacino em O Poderoso Chefão Parte II. Exceto que ele é um vampiro que pode mudar de gênero e viajar pelo espaço."

## Antecedentes e composição
Em sua participação no podcast Song Exploder, Boucher explicou que a concepção da música se deu quando ela queria fazer uma música "mais pesada" com seu amigo, mas ele recusou, porque segundo ele, ela faz "música fofa": "Eu estava tocando com um amigo, e essa pessoa era muito boa em fazer músicas realmente agressivas", ela disse. "Ele continuou fazendo essas coisas fofinhas, e eu fiquei tipo 'não, não, vamos fazer uma música pesada', e ele disse 'não, não, você faz música fofa'. Fiquei tão horrorizada... Então fui para casa depois disso meio que querendo provar que eu poderia fazer algo que seria realmente agressivo que eu gostaria de interpretar durante uma sequência de ação em um filme." Ela continua, "Eu estava assistindo O Poderoso Chefão e O Poderoso Chefão Parte II, e eu tinha essa coisa em mente, esse filme insano que seria O Poderoso Chefão com vampiros. Como uma combinação de O Poderoso Chefão e Crepúsculo. Eu só queria fazer a música que tocaria durante o trailer desse filme fictício em minha mente." Ela também disse que a música contém samples de barulho de multidões e que os vocais do refrão da música foram inspirados na personagem Arlequina, ela descreceu o refrão como "assustador e demoníaco".

## Vídeo musical
O vídeo para a música foi dirigido por Grimes e seu irmão Mac Boucher, e foi lançado em 19 de janeiro de 2016. Apresenta Grimes dirigindo um carro cor-de-rosa, dançando em uma rave encharcada de sangue e usando asas pretas estilo Natalie Portman em Cisne Negro. O vídeo também faz referência a várias obras da cultura pop, incluindo Anime, Law & Order, The Legend of Zelda e Blade.

## Faixas e formatos
CD single promocional
1. "Kill V. Maim" – 3:45[nota 1]

Download digital e streaming – Little Jimmy Urine Remix
1. "Kill V. Maim" (Little Jimmy Urine Remix) – 4:35